# Поверхня обертання

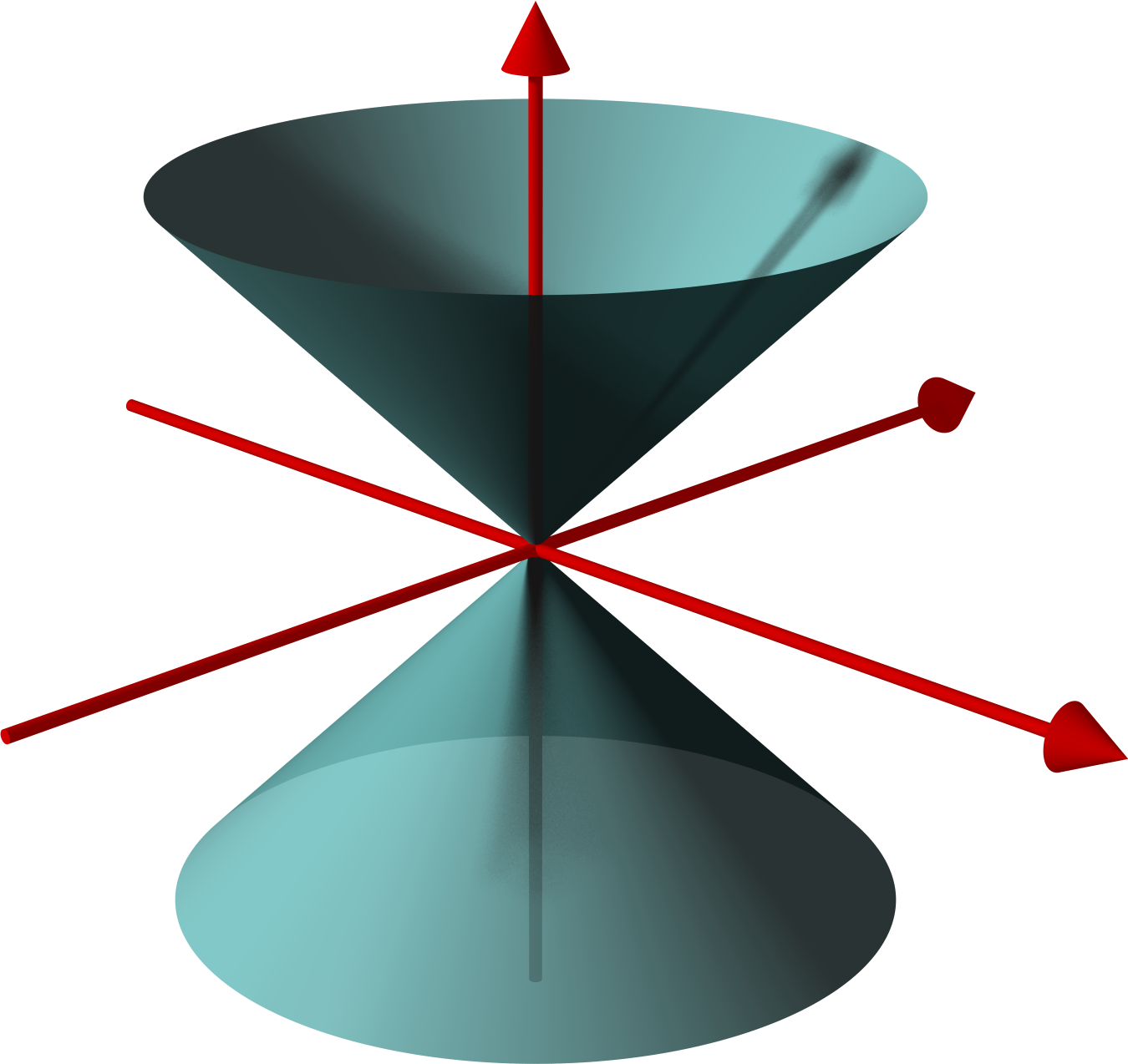
Прямий конус отримується при обертанні прямої

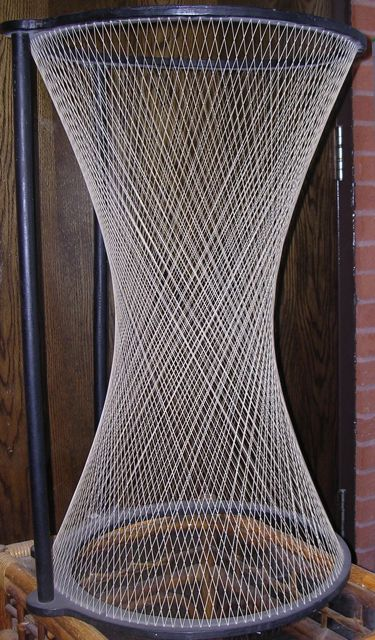
Однопорожнинний гіперболоїд

Пове́рхня оберта́ння — поверхня, утворена при обертанні навколо прямої (осі обертання) довільної лінії (твірної). Наприклад, якщо обертати пряму, що перетинає вісь обертання, то при її обертанні отримуємо колову конічну поверхню, якщо пряма паралельна до осі обертання, то колову циліндричну, якщо схрещується з віссю — однопорожнинний гіперболоїд. Одна й та сама поверхня може бути отримана обертанням різних кривих.
Поверхні обертання є об'єктом вивчення в  математичному аналізі,  диференціальній,  аналітичній і  нарисній геометрії.

## Приклади
- Сфера — отримується обертанням кола навколо осі, що розташована в тій самій площині та проходить через центр сфери.
- Тор — отримується обертанням кола навколо осі, яка його не перетинає та лежить в тій самій площині.
- Еліпсоїд обертання — отримується обертанням еліпса навколо однієї з його осей.
- Параболоїд обертання —  еліптичний параболоїд, отриманий обертанням  параболи навколо своєї осі.
- Конус прямий круговий — отримується обертанням прямої навколо іншої прямої (осі), що перетинає першу.
- Кругова циліндрична поверхня — утворюється обертанням прямої, паралельної до осі обертання.
- Катеноїд — поверхня, утворена обертанням  ланцюгової лінії {\displaystyle y=a\,\operatorname {ch} \,{\frac {x}{a}}} навколо осі {\displaystyle OX}.

## Площа
Площа поверхні обертання, яка утворюється обертанням плоскої кривої скінченної довжини навколо осі, що лежить в площині кривої, але не перетинає криву, дорівнює добутку довжини кривої на довжину кола з радіусом, рівним відстані від осі до  центру мас кривої. Це твердження називається другою теоремою Гюльдена, або теоремою Паппа про центроїди.
Наприклад, для тора з радіусами {\displaystyle r,R\,}, площа поверхні дорівнює
{\displaystyle S=(2\pi r)\cdot (2\pi R)=4\pi ^{2}rR}.
Площа поверхні обертання, яка утворена обертанням явно заданої кривої {\displaystyle y=f(x),\ a\leqslant x\leqslant b}, навколо осі {\displaystyle 0x\,}, обчислюється за формулою
{\displaystyle S=2\pi \int \limits _{a}^{b}f(x){\sqrt {1+\left(f'(x)\right)^{2}}}dx}
Площа поверхні обертання, яка утворена обертанням кривої, заданої параметрично {\displaystyle x=x(t),\ y=y(t),\ \alpha \leqslant t\leqslant \beta }, навколо осі {\displaystyle 0x\,}, буде
{\displaystyle S=2\pi \int \limits _{\alpha }^{\beta }y(t){\sqrt {\left(x'(t)\right)^{2}+\left(y'(t)\right)^{2}}}dt}
Для випадку, коли крива задається в  полярній системі координат рівнянням {\displaystyle r=\rho (\varphi ),\ \alpha \leqslant \varphi \leqslant \beta }, використовують формулу
{\displaystyle S=2\pi \int \limits _{\alpha }^{\beta }\rho (\varphi )\left|\sin \varphi \right|{\sqrt {\left(\rho (\varphi )\right)^{2}+\left(\rho '(\varphi )\right)^{2}}}d\varphi }

### Приклад обчислення площі сфери
Для параметричного рівняння
Обчислимо площу сфери, яка обмежує кулю з радіусом {\displaystyle R}. Сфера утворюється в результаті обертання півкола навколо осі {\displaystyle 0x\,}.
Параметричне рівняння півкола на площині наступне: {\displaystyle \left\{{\begin{array}{ll}x(t)=R\sin t\\y(t)=R\cos t\end{array}}\right.,\,} коли {\displaystyle t\in [0,\pi ]}. 
Тоді {\displaystyle x\,'(t)=R\cos t,\ y\,'(t)=R\sin t\,}. 
Обчислюємо площу за формулою {\displaystyle S=2\pi \int _{0}^{\pi }R\sin(t){\sqrt {\left(R\cos(t)\right)^{2}+\left(R\sin(t)\right)^{2}}}\,dt=2\pi R^{2}\int _{0}^{\pi }\sin(t)\,dt=4\pi R^{2}.}
Для явного рівняння
Обчислимо за іншою формулою. Якщо півколо задається явним рівнянням {\displaystyle y(x)={\sqrt {R^{2}-x^{2}}}}, то 
{\displaystyle y\,'(t)={\frac {-x}{\sqrt {R^{2}-x^{2}}}}\,}. Тоді площа
{\displaystyle S=2\pi \int _{-R}^{R}{\sqrt {R^{2}-x^{2}}}\,{\sqrt {1+{\frac {x^{2}}{R^{2}-x^{2}}}}}\,dx=2\pi \int _{-R}^{R}{\sqrt {R^{2}-x^{2}+{x^{2}}}}\,dx=2\pi \int _{-R}^{R}R\,dx=4\pi R^{2}\,}
Таким чином, площа поверхні сфери буде {\displaystyle 4\pi R^{2}\,}.

## Мінімальна поверхня обертання
Мінімальна поверхня обертання — це поверхня утворена обертанням відрізка кривої, яка з'єднує дві точки на площині та така, що  мінімізує площу. Приклад розв'язання цієї задачі варіаційного обчислення та приклад обчислення площі катеноїда, можна знайти на сайті MathWorld.

## Об'єм
Об'єм, обмежений поверхнею обертання, яка утворена обертанням плоскої замкненої без самоперетинів кривої навколо осі, що лежить в площині кривої, але не перетинає криву, дорівнює добутку площі плоскої фігури, обмеженої кривою, на довжину кола з радіусом, рівним віддалі від осі до центра ваги плоскої фігури.
Об'єм поверхні обертання, утвореної обертанням кривої {\displaystyle y=f(x),\ a\leqslant x\leqslant b} навколо осі {\displaystyle 0x\,} обчислюється за формулою
{\displaystyle V=\pi \int \limits _{a}^{b}f^{2}(x)\,dx}